# Tgk Dibale
Tgk Dibale is een bestuurslaag in het regentschap Aceh Utara van de provincie Atjeh, Indonesië. Tgk Dibale telt 545 inwoners (volkstelling 2010).